# Bennigsen (Springe)
Bennigsen è una frazione (Ortsteil) della città di Springe, nel land della Bassa Sassonia, in Germania.

## Storia
Già comune autonomo nel circondario di Springe, fu soppresso e incorporato a Springe il 1º marzo 1974.